# Ausrichtung (Bergbau)
Unter Ausrichtung versteht man im Bergbau das Herstellen von Grubenbauen bzw. deren Vortrieb, durch die die Lagerstätte zugänglich gemacht und in Sohlen und Bauabteilungen eingeteilt wird. Die Ausrichtung einer Lagerstätte erfolgt entsprechend ihrer Ausdehnung in die Länge, in die Breite, in die Höhe und in die Tiefe. Eine Lagerstätte gilt im Allgemeinen dann als ausgerichtet, wenn Hangendes und Liegendes oder zumindest eines von beiden vollständig entblößt ist. Außerdem müssen das Streichen und das Fallen der Lagerstätte oder zumindest das Streichen abgenommen werden können.

## Grundlagen
Der Begriff Ausrichtung bedeutet zunächst einmal, einen Gang sichtbar zu machen. Somit dient die Ausrichtung zunächst einmal dazu, die nutzbaren Mineralien der Lagerstätte aufzufinden. Die Ausrichtung der Lagerstätte erfolgt vor dem Abbau der Mineralien. Entscheidend für die Ausrichtung ist die Art und Weise, wie die Lagerstätte vom Tage her zugänglich gemacht wird. Man unterscheidet hierbei die Ausrichtung über Schächte, die Ausrichtung über einfallende Strecken und die Ausrichtung über Stollen. Wie das gesamte Grubengebäude, insbesondere zwischen den Sohlen, ausgerichtet wird, hängt von der Regelmäßigkeit der Lagerung und dem Einfallen der Schichten ab. Bei flözartigen Lagerstätten muss auch der Abstand der Flöze untereinander berücksichtigt werden. Die Ausrichtung der horizontalen Grubenbaue kann sowohl in der Lagerstätte als auch im Nebengestein erfolgen. Bei der Ausrichtung in der Lagerstätte nennt man dies flözgeführte Ausrichtung, bei der Ausrichtung im Nebengestein nennt man dies gesteinsgeführte Ausrichtung. In der Regel erfolgt die Ausrichtung im Nebengestein, nur dort, wo es notwendig oder zweckmäßig ist, erfolgt die Ausrichtung in der Lagerstätte.

## Ausrichtung über Schächte
Schächte haben den Vorteil, dass ihre Anlegung nicht an die Gestalt der Erdoberfläche gebunden ist. Die Schächte dienen der Ausrichtung unterhalb der Stollensohle und zur Ausrichtung im unverritzen Gebirge. Durch die Ausrichtung unterhalb der Stollensohle geschieht der Übergang zum Tiefbau. Zunächst werden bei dieser Art der Ausrichtung ausgehend von einem Schachtansatzpunkt die einzelnen Schächte abgeteuft. Während des Abteufen werden in bestimmten Abständen die Sohlen angesetzt und als tiefster Punkt wird der Schachtsumpf erstellt. Wird nur mit einer Sohle ausgerichtet, nennt der Bergmann dies Einsohlenbau, ansonsten bezeichnet er es als Mehrsohlenbau. Ausgehend von den einzelnen Füllörtern werden die Hauptgrubenbaue ausgerichtet. Dazu werden zunächst Richtstrecken und Querschläge aufgefahren. Jede Sohle besteht somit aus einem Streckennetz von Hauptstrecken. Dieses dienen dazu, das abgebaute Mineral abzufördern. Außerdem werden seigere Grubenbaue wie Blindschächte und geneigte wie Förderberge oder Wendelstrecken erstellt. Diese Grubenbaue dienen der seigeren Ausrichtung, sie verbinden die einzelnen Sohlen miteinander.

## Ausrichtung über einfallende Strecken
Die Ausrichtung über einfallende Strecken wird sehr oft im Erzbergbau praktiziert. Durch Rampenstrecken oder Wendelstrecken werden von der Erdoberfläche Verbindungen zu den mineralführenden Schichten aufgefahren. Diese Art der Ausrichtung ermöglicht es, die Materialförderung wirtschaftlicher zu gestalten.

## Ausrichtung über Stollen
Die Ausrichtung über Stollen ist an die Gestalt der Erdoberfläche gebunden. Grund hierfür ist die Art und Weise der Wasserhaltung, die bei Stollen mittels natürlichem Gefälle erfolgt. Die Ausrichtung mittels Stollen ist kostengünstiger und lässt sich schneller bewerkstelligen als die Ausrichtung über Schächte. Je nach Aufbau der Lagerstätte geht aber oftmals auch die Ausrichtung mittels Stollen der Ausrichtung mittels Schächten voraus. Die Ausrichtung beginnt mit der Erstellung des Stollenmundloches. Im Anschluss daran werden die einzelnen Stollen aufgefahren. Um die Fertigstellung, insbesondere längerer Stollen, zu beschleunigen, werden diese dann von mehreren Angriffspunkten aufgefahren. Hierzu werden zunächst dort, wo das Deckgebirge geringmächtig ist, Lichtlöcher erstellt. Von diesen Lichtlöchern werden die Stollen in beide Richtungen aufgefahren. Um benachbarte Grubenbaue zu erreichen oder zu verbinden, werden aus den Hauptstollen Flügelörter aufgefahren.